# Chongshou Qichou
Chongshou Qichou (chiń. upr. 崇寿契稠; chiń. trad. 崇壽契稠; pinyin Chóngshòu Qìchóu; kor. 숭수계조 Sungsu Kyejo; jap. Sūju Keichū; wiet. Sùng Thọ Khế Trừu, zm. 992) – chiński mistrz chan ze szkoły fayan.

## Życiorys
Pochodził z Quanzhou.
Mnich spytał: „Nie wszyscy starożytni widzieli to samo miejsce. Proszę, mistrzu, rozwiąż ten problem.”
Changshou powiedział: „Jakie miejsce, które widzieli starożytni nie było ta samo?”
Mnich spytał: „Czym jest Budda?”
Changshou powiedział: „Czym jest Budda?”
Mnich spytał: „Czym jest zrozumienie?”
Changshou powiedział: „Zrozumienie jest nierozumieniem.”

## Linia przekazu Dharmy zen
Pierwsza liczba oznacza kolejność pokoleń mistrzów od 1 Patriarchy indyjskiego Mahakaśjapy.
Druga liczba oznacza kolejność pokoleń od 28/1 Bodhidharmy, 28 Patriarchy Indii i 1 Patriarchy Chin.
- 39/12. Xuefeng Yicun (822–902)
  - 40/13. Xuansha Shibei (835–908)
    - 41/14. Luohan Guichen (867–928)
      - 42/15. Fayan Wenyi (885–958) Szkoła fayan
        - 43/16. Qingliang Taiqin (zm. 974)
          - 44/17. Yunju Daoqi (926–997)
            - 45/18. Lingyin Wensheng (zm. ok. 1025)

        - 43/16. Tiantai Deshao(891–978)
          - 44/17. Yong’an Daoyuan (bd) autor Jingde chuandeng lu
          - 44/17. Yongming Yanshou (905–96) autor Zongjing lu

        - 43/16. Langye Huichao (zm. 979)
        - 43/16. Yongming Daoqian (zm. 961)
        - 43/16. Guizong Yirou (bd)
        - 43/16. Luohan Shouren (bd)
        - 43/16. Baizhang Daochang (zm. 991)
          - 44/17. Xixian Chengshi (bd) redaktor Zhaozhou yulu

        - 43/16. Daofeng Huizhu (bd) działał w Silli
        - 43/16. Baoci Wensui (bd)
        - 43/16. Baoci Xingyan (bd) (być może to jest Baoci Wensui)
        - 43/16. Bao’en Huiming (884/9–954/9)
        - 43/16. Guizong Cezhen (zm. 972)
        - 43/16. Chongshou Qichou (zm. 992)
        - 34/16. Longguang (bd)
        - 34/16. Baota Shaoyan (899–971)
        - 34/16. Lingyin Qingsong (bd)
        - 34/16. Bao’en Guangyi (bd)
        - 34/16. Bao’en Xuanze (bd) (być może to jest Bao’en Guangyi)
        - 34/16. Fa’an (zm. 968/76)
        - 34/16. Jingde Zhiyun (906–969)